# Walnut (Californie)
Pour les articles homonymes, voir Walnut.
Walnut est une municipalité située dans le comté de Los Angeles, dans l'État de Californie, aux États-Unis. Au recensement de 2010, sa population était de 29 172 habitants. Située dans la vallée de San Gabriel, Walnut est une banlieue résidentielle de Los Angeles.

## Démographie
| 1960 | 1970  | 1980   | 1990   | 2000   | 2010   |
| ---- | ----- | ------ | ------ | ------ | ------ |
| 934  | 5 992 | 12 478 | 29 105 | 30 004 | 29 172 |

## Personnalités
- Raina Huang, mangeuse sportive et célébrité sur Internet